# Stari Honceari, Putîvl
Stari Honceari (în ucraineană Старі Гончарі) este un sat în comuna Kneazivka din raionul Putîvl, regiunea Sumî, Ucraina.

## Demografie
Componența lingvistică a localității Stari Honceari
     Rusă (92,31%)
     Ucraineană (7,69%)
Conform recensământului din 2001, majoritatea populației localității Stari Honceari era vorbitoare de rusă (92,31%), existând în minoritate și vorbitori de ucraineană (7,69%).